# Копия верна
«Копия верна» (фр. Copie Conforme) — фильм режиссёра Аббаса Киаростами.

## Сюжет
«Копия верна» — книга английского культуролога Джеймса Миллера, героя этого фильма.
Доказав в своём труде тезис о превосходстве копии над оригиналом, он приехал представлять итальянский перевод книги в Тоскану, где она когда-то задумывалась. А на презентации неожиданно встретил незнакомую женщину, которая сначала попросила автограф, а потом предложила прокатить гостя в соседний старинный городок. Он согласился. Это путешествие и составляет суть фильма. Сначала идёт диспут о копиях и оригиналах — который вскоре переходит из искусствоведческой плоскости в общечеловеческую: оригиналом «Джоконды» была Мона Лиза, а значит, картина Леонардо — тоже копия.
Потом мужчина и женщина мимоходом принимают, друг для друга и для окружающих, роли тех, за кого их случайно приняли в кафе: мужа и жены, которые поженились ровно пятнадцать лет назад в этих самых местах. Игра трансформирует реальность, переходит в неё, и грань между оригиналом и копией стирается вовсе. Супруги бранятся, мирятся, выясняют отношения. Чем больше они смотрят и общаются друг с другом, тем более реально становится то, что происходит. Их любовь может выжить только как копия. Только копия существует как реальность.

## В главных ролях
- Жюльетт Бинош — «Она» (владелица галереи)
- Уильям Шимелл — Джеймс Миллер (писатель)
- Жан-Клод Каррьер — мужчина на площади
- Агата Натансон — женщина на площади
- Джанна Джакетти — хозяйка кафе
- Эдриан Мур — сын

## Критика
Дебора Янг из The Hollywood Reporter назвала фильм «деликатной, горько-сладкой комедией». Янг написала, что Бинош получила «шанс продемонстрировать свой, заслуживающий внимания, дар комедийной актрисы, легко переключаясь с английского на французский и итальянский, чтобы создать образ, который одновременно обижен, манипулирует и соблазнителен», и что «элегантная прохлада Шимелла очень близка к Джорджу Сандерсу в фильме „Путешествие в Италию“». Питер Брэдшоу из The Guardian был менее впечатлен: «Это фильм, наполненный идеями, и за стремление Киаростами к кинематографу идей следует восхищаться. Но простая человеческая взаимосвязь между двумя персонажами никогда не бывает ни в малейшей степени убедительной, и в диалоге есть переведенное, инертное чувство». Брэдшоу поставил фильму две звезды из пяти и сказал, что иногда он выглядит как «работа очень умного и наблюдательного космического пришельца, который до сих пор не совсем понял, как земляне на самом деле относятся друг к другу». Кейт Улих из Time Out New York назвал фильм лучшим в 2011 году, назвав его самой сильной работой Киаростами. В 2020 году Улих назвал его лучшим фильмом 2010-х годов.

## Награды
- Фильм принимал участие в основной программе Каннского кинофестиваля 2010 года. Актриса Жюльет Бинош была удостоена приза за лучшую женскую роль.